# Gonzalo Pizarro
Gonzalo Pizarro (1510-1548) je bil španski konkvistador in eden od najpomembnejših oseb pri osvajanju Peruja ter pri državljanskih vojnah med konkvistadorji. Bil je mlajši brat Francisca Pizarra, osvajalca inkovskega imperija, s katerim se je boril med osvajanjem Peruja. Ustanovil je prvo špansko naselje na ozemlju Yamparas z imenom Charcas (danes Sucre, glavno mesto Bolivije) leta 1538 in odkril rudnik srebra v Porcu, Bolivija. Med leti 1544 in 1548 je bil imenovan za guvernerja Peruja. V bitki pri Jaquijahuani (9. aprila 1548), je bil poražen, obsojen na smrt in obglavljen.

## Prva delovanja
Gonzalo Pizarro, rojen v kraju Trujillo de Extremadura približno leta 1510,  je nezakonski sin stotnika Gonzala Pizarra Rodrígueza de Aguilarja, ki ga je imel z mlinarko iz La Zarze, Marío Alonso. Poleg Francisca je imel še dva starejša brata, Juana in Hernanda Pizarra (edinega zakonitega brata). Leta 1529 je Francisco Pizarro obiskal Gonzalov rojstni kraj, kjer naj bi prvič videl Gonzala in Juana, katere naj bi s Hernandom prepričal, da se pridružijo osvajanju Peruja, ter jima zagotovil obogatitev.
Gonzalo je 1530 spremljal svojega najstarejšega brata Francisca v njegovi tretji ekspediciji za osvojitev Peruja in sodeloval pri ujetju inkovskega cesarja Atahualpe v bitki pri Cajamarci, 16. novembra 1532. Po usmrtitvi cesarja so se bratje Pizarro in njihovi privrženci odpravili proti inkovski prestolnici Cuzco, da bi dokončali osvajanje. Po premaganju centralne vlade in poboju plemstva Cuzca, je bila, 15. novembra 1533 po kratki bitki z inkovskimi silami, osvojitev uresničena. Skupaj z bratom Juanom Pizarrom sta vladala Cuzcu kot diktatorja, kjer je prevladovala korupcija in usmrtitev tistih, ki niso sprejeli španske oblasti. Zaradi neprimernega vedenja španskih bratov ter njune nespoštljivosti inkovskih žensk in do inkovskega cesarja Manca Inca Yupanquija, je prišlo do upora Inkov. Kasneje, leta 1536, so oboroženi španski vojaki pod vodstvom Gonzala in Juana premagali Inke in napadli trdnjavo Sacsayhuamán, kjer pa je bil Juan Pizarro smrtno ranjen.
Kmalu za tem je sledila državljanska vojna med osvajalci, ki je izvirala iz spora med Franciscom Pizarrom in Diegom de Almagrom za ozemlje Cuzca. Po vrnitvi Almagra iz Čila, saj ni imel sreče pri iskanju zlata, je ta ujel in zaprl Gonzala in Hernanda ter zavzel Cuzco. Ko je bil de Almagro na poti v Limo na pogajanja s Franciscom o tem, kdo bo nadzoroval Cuzco, je Gonzalo pobegnil in se ponovno pridružil Franciscu. Po pogajanjih pa je bil izpuščen tudi Hernando in z Gonzalom sta nato vodila vojsko proti de Almagru in ga premagala v bitki pri Las Salinasu. Diego de Almagro je bil ujet in zaradi izdaje usmrčen v Cuzcu 8. julija 1538. 

## Osvojitev Bolivije
Ko so bili Španci poklicani na pomoč, gredo Gonzalo in Hernando s svojimi možmi na osvajanje Charcasa (današnja Bolivija), kjer tudi premagajo Ajmare na severu Desaguadera. Gonzalo Pizarro je nato s španskimi in zavezniki prišel v regijo Cochabambe, kjer je prišlo do več bitk z Inki in Ajmari. Slednji naj bi pod vodstvom Tisa Yupanquija okrepili svojo prisotnost v tej regiji, a niso bili uspešni. Zadnja bitka se je odvila v Poconi, kjer so Španci z zavezniki premagali Inke in ponujeno jim je bilo zavezništvo. Prav tako so ponudili, da se Španci naselijo na njihovem ozemlju in ustanovijo mesto, ter se skupaj borijo proti Chiriguanosom, ki so predstavljali grožnjo. Gonzalo se je nato odpravil na območje Yampara in se naselil v regiji z imenom "Chuquiochata". Nato se je vrnil v Peru, da bi zaprosil brata Francisca za dovoljenje za ustanovitev mesta, vendar je bil namesto Gonzala poslan Pedro Anzúrez de Camporredondo, ki je 16. aprila 1540 ustanovil mesto La Plata (danes Sucre) na območju "Charcas" in "Chuquiochata". Na tem območju so začeli izkoriščati bogate srebrne rudnike, medtem ko je Gonzalo pridobil pomembno ozemlje Chaqui.

## Vlada Quita
Novembra 1539 je Francisco Pizarro  imenoval svojega brata Gonzala Pizarra za podguvernerja Quita (današnji Ekvador) in generalnega stotnika odprave, kateremu je bilo naročeno raziskati vzhodno od Quita. Tam naj bi se namreč nahajalo bogato domače kraljestvo imenovano El Dorado, prav tako pa je imel nalogo raziskati več o tako imenovani Deželi cimeta - "País de la Canela". S 170 Španci in 3000 Indijanci je Gonzalo decembra 1540 vkorakal v Quito. Francisco de Orellana, Gonzalov drugi poveljnik in sorodnik, je bil poslan v Guayaquil, da zbere več vojakov in konj. Gonzalo Pizarro in njegovi privrženci so zapustili Quito februarja 1541, mesec dni pred de Orellanom. Marca sta skupaj  s 350 mož in 4000 domorodcev začela svoj pohod čez Ande proti amazonskemu gozdu. Odprava je bila dobro opremljena z neštetimi živili, čredo prašičev in približno tisoč psov. Toda zaradi slabih razmer v gozdu je hrana hitro propadala, živine pa je bilo premalo, tudi zato, ker je večina izginila v meandru velikanskih dreves. Po nekaj mesecih so Španci bili prisiljeni se hraniti s psi in konji, na stotine domačinov pa je preminilo. Gonzalo je naročil de Orellanu naj s 50 moži odide, poišče hrano in se nato vrne. To je privedlo do njihovega nenamernega odkritja reke Amazonke. Kajti po njihovem odhodu ni bilo nobenega odgovora še dva meseca, zato se je Gonzalo s preostalimi moži vrnil v Quito. Shujšanih in napol golih Špancev se je vrnilo le približno osemdeset, domačinov pa ni bilo niti 2000.
V Quitu je Gonzalo izvedel za atentat privržencev Almagra na svojega brata, guvernerja Francisca Pizarra, kot maščevanje za Almagrovo usmrtitev. Zato je ponudil pomoč predstavniku krone, guvernerju Cristóbalu Vaca de Castru pri ujetju odgovornih za smrt njegovega brata, vendar je bil zavrnjen. V bitki pri Chupasu, 16. septembra 1542, so bili Almagristi poraženi, njihov vodja Diego Almagro El Mozo pa je bil usmrčen. Nato je odšel proti Charcasu in se posvetil iskanju rudnikov zlata in srebra. 

## Upor podkralju Blascu Nuñez Velu
Leta 1542 je španska krona razglasila nove zakone, ki jih je zasnoval Bartolomé de las Casas, in sicer z namenom odprave vsega prisilnega dela domorodcev. Cesar Karel V. je nato leta 1544 imenoval Blasca Núñeza Velo za prvega podkralja Peruja. Mnogi konkvistadorji, ki so živeli v Peruju, so bili proti tem zakonom, saj izkoriščanje domorodskih ljudstev ni bilo več dovoljeno. To je spodbudilo Gonzala Pizarra in Francisca de Carvajala, da sta organizirala vojsko privržencev z namenom zatiranja novih zakonov. Mnogi konkvistadorji so se obrnili proti podkralju in se pridružili Gonzalovi strani, saj so pri njemu videli več koristi in večjo možnost uspeha.
Bitka pri Iñaquitu blizu Quita, 18. januarja 1546, je bila zelo krvava in odločilna. Blasco Nuñez je osebno usmerjal svoje čete, vendar se ni mogel izogniti porazu. Na bojišču je bil ujet in obglavljen, njegova glava pa je končala razstavljena v mestu Quito.

## Upor La Gascu
S prihodom novega kraljevega predstavnika, Pedra de la Gasca, se je podpora Gonzalu zmanjšala. Nameraval je ponuditi pomilostitev in razveljaviti nove zakone. S časom je večina Gonzalove vojske zapustila svojega tedanjega voditelja in se pridružila predsedniku La Gasca. Gonzalu je bilo še vedno v interesu doseči Čile, vendar je pot do tam potekala skozi Titikako in tam ga je pričakala mogočna vojska, ki ji je poveljeval stotnik, zvest španski kroni, Diego Centeno. Oktobra 1547 sta se španski vojski spopadli v nižini Huarina, kateri je bil Diego Centeno poražen. Gonzalo je nato opustil svoje načrte za pobeg v Čile in se umaknil v nevarovani Cuzco, ki ga je zasedel, ne da bi bil sprožen boj.

## Zadnja bitka in Gonzalova smrt
Večina Gonzalove vojske ga je zapustila tik pred ključno bitko pri Jaquijahuani pri Cuzcu, ki je bila odločilna. Zaradi pomanjkanja podpore se je predal in kraljeve sile so ga na bojnem polju obglavile. La Gasca se je velikodušno izkazal do poražencev, toda usoda je bila zapečatena. Gonzalo Pizarro je bil aretiran skupaj s svojim poročnikom Franciscom de Carvajalom. Naslednje jutro je bil Pizarro obglavljen Carvajal pa obešen, saj je bil meščan. Gonzalo Pizarro je bil pokopan v samostanu v Cuzcu.
Gonzalo Pizarro je imel tri otroke; dečka Juana in Francisquita, ki sta bila ob njegovi smrti že mrtva ter trinajstletno hči Inés, ki pa je bila še vedno živa. Leta 1556 se je poročila s svojim bratrancem, Franciscom Pizarrom Yupanquijem, nezakonskim sinom Francisca Pizarra, vendar njun zakon ni imel potomcev.